# 自由粒子
在物理學裏，自由粒子是不被位勢束縛的粒子。在經典力學裏，一個自由粒子所感受到外來的淨力是0。
假若，一個粒子的能量大於在任何地點{\displaystyle x\,\!}的位勢，{\displaystyle E>V(x)\,\!}，不會被位勢束縛，則稱此粒子為自由粒子。更強版的定義，還要求位勢為常數{\displaystyle V(x)=V_{0}\,\!}。假若，一維空間分為幾個區域，只有在每個區域內，位勢為常數；在區域與區域之間，位勢不相等，則稱此粒子為半自由粒子。自由粒子或半自由粒子的能量大於位勢，{\displaystyle E>V(x)\,\!}，不會被位勢束縛，能量不是離散能量譜的特殊值，而是大於或等於{\displaystyle V_{0}\,\!}的任意值。
本條目只論述強版定義的自由粒子。由於能量與位勢都不是絕對值，可以設定位勢為0，再根據新舊位勢的差額，調整能量。

## 古典自由粒子
古典自由粒子的特點是它移動的速度{\displaystyle \mathbf {v} \,\!}是不變的。它的動量{\displaystyle \mathbf {p} \,\!}是
{\displaystyle \mathbf {p} =m\mathbf {v} \,\!}。
其中，{\displaystyle m\,\!}是粒子的質量。
能量{\displaystyle E\,\!}是
{\displaystyle E={\frac {1}{2}}mv^{2}\,\!}。

## 非相對論性的自由粒子
描述一個非相對論性自由粒子的含時薛丁格方程式為
{\displaystyle -{\frac {\hbar ^{2}}{2m}}\nabla ^{2}\ \Psi (\mathbf {r} ,t)=i\hbar {\frac {\partial }{\partial t}}\Psi (\mathbf {r} ,t)}；
其中，{\displaystyle \hbar }是約化普朗克常數，{\displaystyle \Psi (\mathbf {r} ,t)}是粒子的波函數，{\displaystyle \mathbf {r} }是粒子的位置，{\displaystyle t}是時間。
這薛丁格方程式有一個平面波解：
{\displaystyle \Psi (\mathbf {r} ,t)=e^{i(\mathbf {k} \cdot \mathbf {r} -\omega t)}}；
其中，{\displaystyle \mathbf {k} }是波向量，{\displaystyle \omega }是角頻率。
將這公式代入薛丁格方程，這兩個變數必須遵守關係式
{\displaystyle {\frac {\hbar ^{2}k^{2}}{2m}}=\hbar \omega \,\!}。
由於粒子存在的機率等於1，波函數{\displaystyle \Psi (\mathbf {r} ,t)\,\!}必須歸一化，才能夠表達出正確物理意義。對於一般的自由粒子而言，這不是問題。因為，自由粒子的波函數，在位置或動量方面，都是局部性的。
動量的期望值是
{\displaystyle \langle \mathbf {p} \rangle =\langle \Psi |-i\hbar \nabla |\Psi \rangle =\hbar \mathbf {k} \,\!}。
能量的期望值是
{\displaystyle \langle E\rangle =\langle \Psi |i\hbar {\frac {\partial }{\partial t}}|\Psi \rangle =\hbar \omega \,\!}。
代入波向量{\displaystyle \mathbf {k} \,\!}與角頻率{\displaystyle \omega \,\!}的關係方程，可以得到熟悉的能量與動量的關係方程：
{\displaystyle \langle E\rangle ={\frac {\langle p\rangle ^{2}}{2m}}\,\!}。
波的群速度{\displaystyle v_{g}\,\!}定義為
{\displaystyle v_{g}={\frac {\mathrm {d} \omega }{\mathrm {d} k}}={\frac {\mathrm {d} E}{\mathrm {d} p}}=v\,\!}；
其中，{\displaystyle v\,\!}是粒子的經典速度。
波的相速度{\displaystyle v_{p}\,\!}定義為
{\displaystyle v_{p}={\frac {\omega }{k}}={\frac {E}{p}}={\frac {p}{2m}}={\frac {v}{2}}\,\!}。
在量子力學裏，一個自由粒子的動量與能量不必須擁有特定的值。自由粒子的波函數以波包函數表示為
{\displaystyle \Psi (\mathbf {r} ,t)={\frac {1}{(2\pi )^{3/2}}}\int _{\mathbb {K} }A(\mathbf {k} )e^{i(\mathbf {k} \cdot \mathbf {r} -\omega t)}\mathrm {d} \mathbf {k} \,\!}；
其中，積分區域{\displaystyle \mathbb {K} }是{\displaystyle \mathbf {k} }-空間。
為了方便計算，只考虑一維空間，
{\displaystyle \Psi (x,t)={\frac {1}{\sqrt {2\pi }}}\int _{-\infty }^{\infty }A(k)~e^{i(kx-\omega (k)t)}\ \mathrm {d} k\,\!}；
其中，振幅{\displaystyle A(k)\,\!}是量子疊加的係數函數。
逆反過來，係數函數表示為
{\displaystyle A(k)={\frac {1}{\sqrt {2\pi }}}\int _{-\infty }^{\,\infty }\Psi (x,\ 0)~e^{-ikx}\,\mathrm {d} x\,\!}；
其中，{\displaystyle \Psi (x,\ 0)\,\!}是在時間{\displaystyle t=0\,\!}的波函數。
所以，知道在時間{\displaystyle t=0\,\!}的波函數{\displaystyle \Psi (x,\ 0)\,\!}，通過傅立葉轉換，可以推導出在任何時間的波函數{\displaystyle \Psi (x,t)\,\!}。

## 相對論性的自由粒子
相對論性的自由粒子的量子行為，需要用特別的方程專門描述：
- 克莱因-戈尔登方程描述中性的，自旋為零的，相對論性的自由粒子的量子行為。
- 狄拉克方程描述相對論性的電子（自旋為{\displaystyle 1/2\,\!}）的量子行為。

## 參閱
- 態疊加原理
- 無限深方形阱
- 有限深方形阱
- 有限位勢壘
- 球對稱位勢
- Delta位勢阱
- Delta位勢壘
- 波包